# José Weiss
Pour les articles homonymes, voir Weiss.
José Weiss, né le 21 janvier 1859 à Neuilly-sur-Seine, dans les actuels Hauts-de-Seine en France et mort le 11 décembre 1919 à Houghton au Royaume-Uni, était un artiste peintre et un pionnier de l’aviation britannique d’origine française. 